# Чон Ду Хван
Чон Ду Хван (кор. 전두환, 全斗煥, Jeon Duhwan, Chŏn Tuhwan; 18 січня 1931 — 23 листопада 2021) — корейський політик, п'ятий президент Республіки Корея.

## Освіта
Навчався з 9 років у початковій школі Хоран провінції Цзілінь (Маньчжурія), куди сім'я емігрувала
У 1947 поступив в технічне училище, але довелося перервати навчання у зв'язку з початком війни в Кореї
У 1955 закінчив Корейську військову академію
У 1959 в Сполучених Штатах п'ять місяців навчався веденню психологічної війни в спеціальній школі в Північній Кароліні

## Кар'єра
Брав участь у В'єтнамській війні, командуючи одним з полків 9-ї південнокорейської дивізії «Білий кінь». Південнокорейським урядом був залучений до розслідування вбивства президента Пак Чон Хі.
12 грудня 1979 здійснив військовий переворот в Сеулі.
У квітні — липні 1980 очолював Центральне розвідувальне управління Південної Кореї. Після відставки Чхве Гю Ха і непрямих президентських виборів в серпні 1980 (Чон Ду Хван був єдиним кандидатом), обраний президентом країни.